# Новоселівка (річка)
Новоселівка — річка в Україні у Болградському районі Одеської області. Ліва притока річки Аліяги (басейн Дунаю).

## Опис
Довжина річки приблизно 20,92 км, найкоротша відстань між витоком і гирлом — 19,56  км, коефіцієнт звивистості річки — 1,06 . Формується декількома струмками та загатами.

## Розташування
Бере початок на південно-східній стороні від селища Бессарабське. Тече переважно на південний схід через село Новоселівку і впадає у річку Аліягу, яка впадає у озеро Китай.

## Цікаві факти
- На річці існує молочно-тваринна ферма (МТФ)[1].
- Від витоку річки на північно-східній стороні на відстані приблизно 1,89 км пролягає Т 1627[3] (автомобільний шлях територіального значення в Одеській області. Проходить територією Білгород-Дністровського та Болградського районів через Сарату — Арциз — Бессарабське — Серпневе 1. Загальна довжина — 73,5 км.).